# Agglomération antique de Montaigu-la-Brisette
Vous lisez un « article de qualité » labellisé en 2025.
L'agglomération antique de Montaigu-la-Brisette se situe sur le territoire de la commune éponyme, dans le département français de la Manche, en région Normandie.
Dans la géographie antique, cette agglomération secondaire gallo-romaine des trois premiers siècles de notre ère est située dans la partie nord-est de la civitas des Unelles (province de Gaule lyonnaise) ; elle n'est toutefois citée dans aucun texte et ne figure sur aucun itinéraire antique. Malgré sa petite taille, estimée à 15 hectares tout au plus pour sa partie densément construite, elle comporte un vaste sanctuaire au nord-ouest et des thermes publics monumentaux partiellement aménagés par-dessus le lit d'un ruisseau canalisé au sud-est ; par opposition, les bâtiments édifiés dans la partie centrale côtoient des habitations aisées pourvues de portiques et des constructions au plan plus modeste mais dotées de jardins ou de dépendances à vocation peut-être artisanale, le tout selon une organisation assez lâche, sans schéma urbain uniforme. Cette configuration interroge sur la fonction et le statut de l'agglomération, peut-être une ville-étape sur un itinéraire antique et/ou un centre de production céréalière. À proximité plus ou moins grande de l'agglomération, des établissements agricoles ou artisanaux semblent liés au site principal ; ils sont en tout cas actifs du Ier au IIIe siècle apr. J.-C., tout comme l'agglomération elle-même.
L'activité du site décline vers la fin du IIIe siècle. Il est définitivement abandonné au début du IVe siècle et ses maçonneries sont ensuite systématiquement récupérées au fil des siècles. Aucun habitat médiéval n'ayant émergé des vestiges de la ville antique, celle-ci est recouverte par la forêt et tombe dans l'oubli avant que ses vestiges ne soient redécouverts au début du XIXe siècle et étudiés deux siècles plus tard (prospections prolongées par des sondages et des fouilles programmées entre 1999 et 2011). Ces vestiges, des fondations de murs ou de voies de circulation ou parfois même leur simple trace, ont été ré-enfouis à l'issue des fouilles : plus rien de l'agglomération antique ne subsiste en élévation ; seuls des fragments de terres cuites architecturales ou des bandes de galets à la surface du sol signalent sa présence.

## Localisation

### Topographie et géologie
L'agglomération antique est située dans la partie septentrionale du territoire communal de Montaigu-la-Brisette (à 3,2 km au nord-ouest du chef-lieu communal), à l'ouest du lieu-dit « le Hameau Dorey » ainsi que de la D 63 et au sud du parc animalier de Montaigu-la-Brisette. Le site se trouve également presque en limite communale de Saussemesnil à l'ouest et non loin de Teurthéville-Bocage à l'est. Les côtes les plus proches du Cotentin se trouvent environ à 10 km à vol d'oiseau, au nord-ouest à Bretteville comme à l'est vers Morsalines.

Carte du relief du site antique.

Le site antique est installé au fond du vallon orienté ouest-est du ruisseau aux Presles, un sous-affluent de la rive droite de la Saire ; ce ruisseau long d'environ 1 km se jette dans le Querbot, lequel va rejoindre la Saire près de 6 km plus loin. Le site s'établit de part et d'autre du cours d'eau, près de sa source, mais se développe préférentiellement sur la rive gauche, ce coteau étant mieux exposé. Les altitudes relevées dans la géographie moderne sont de 103 m à proximité du sanctuaire, établi au point le plus haut du site, de 93 m à la source du ruisseau, descendant jusqu'à 87 m pour les thermes, ce qui confère au ruisseau une pente d'environ 3 % dans la traversée du site. Les études ont cependant montré que, dans l'Antiquité, le lit du cours d'eau était établi à une altitude inférieure et qu'il a été rehaussé depuis par l'activité humaine des premiers siècles de notre ère puis par des dépôts liés à l'érosion des flancs du vallon.
Le substrat géologique est constitué d'une strate d'altérite du schiste datée de la fin du Précambrien (Briovérien). Elle est recouverte de limons fins contenant des inclusions d'argile puis de terre végétale. Dans l'environnement immédiat du site, à l'ouest, des affleurements de galets triasiques et de poudingue issu de l'accrétion de ces galets sont signalés, de même que, localement et plus au sud, des filons superficiels de grès armoricain. Enfin, au nord, des argiles sont mêlées aux dépôts de sables du Trias. Toutes ces roches se retrouvent dans les matériaux de construction ou de remblai de l'agglomération antique, qu'ils se trouvent sur le site-même de la ville ou qu'ils proviennent d'ateliers de tuiliers spécialisés implantés à quelque distance de là.

### Contextes géographique et historique antiques

Suggestion de partition du territoire des Unelles.

Montaigu-la-Brisette est, avec Alauna (Valognes), Coriallum (Cherbourg-en-Cotentin) et Portbail, l'une des quatre agglomérations antiques dont la présence dans le nord du Cotentin est attestée par des vestiges archéologiques, même si d'autres sont évoquées dans la littérature sans que leur localisation soit connue (Crociatonum, peut-être Saint-Côme-du-Mont ou Carentan, ou Grannonum que Charles de Gerville assimilait à Portbail en 1829) ou leur antiquité vérifiée (Fermanville, Beuzeville-au-Plain, Saint-Jores et L'Étang-Bertrand),.
Dans la géographie de l'Empire romain, le site de Montaigu est rattaché à la civitas des Unelles, dont le territoire correspond approximativement à la presqu'île du Cotentin et fait partie de la province romaine de la Gaule lyonnaise. Sous le Haut-Empire romain, ce territoire semble être divisé administrativement en deux, à peu près à la hauteur de Carentan, et Montaigu-la-Brisette dépend de la partie nord, gérée par Alauna qui se trouve à 8 km au sud-ouest ; la partie méridionale est administrée par Cosedia (Coutances). Au Bas-Empire romain, la civitas des Unelles est administrativement réunifiée avec pour unique chef-lieu Constantia (nouveau nom de Cosedia) ; le territoire devient le Constantinus Pagus qui doit son nom à un empereur romain et donne son nom au Cotentin,.
Une voie traverse d'est en ouest l'agglomération dont elle semble constituer l'axe principal. Vers l'est, faute de vestiges découverts, sa destination, peut-être vers le rivage oriental du Cotentin à travers le val de Saire, est inconnue. Vers l'ouest, elle est mieux documentée archéologiquement et il est très probable qu'elle rejoigne un itinéraire reliant Alauna à la côte nord du Cotentin et dont le trajet n'est pas formellement attesté au voisinage de Montaigu (Cherbourg-en-Cotentin, comme l'indique la table de Peutinger, ou Fermanville),. C'est la seule, en l'état des connaissances, à s'interconnecter avec le réseau des voies antiques du Cotentin. Toutefois, l'état encore incomplet des recherches à cette échelle plus large tend sans doute à minimiser l'importance du quadrillage antique dans la presqu'île.

## Historique

### Chronologie du site antique
Chronologie indicative de l'occupation antique du site de Montaigu-la-Brisette

#### Créationex nihilo
Quelques artéfacts paléolithiques (silex taillés ou leurs éclats) isolés, des témoignages un peu plus nombreux des périodes suivantes (Mésolithique et Néolithique) sont découverts dans l'environnement du site. Au Hameau Dorey lui-même, les indices les plus anciens sont des pièces de bronze ou d'argent, ces dernières datables du Ier siècle av. J.-C. mais ayant pu circuler longtemps après leur émission, mêlées à des monnaies gallo-romaines ; aucune occupation humaine durable ne paraît précéder la fondation de l'agglomération antique, qui semble s'imposer comme une création ex nihilo sur des terres défrichées du bassin versant du ruisseau.

#### Développement et prospérité entre leIeret leIIIesiècle
Vers le milieu du Ier siècle apr. J.-C., l'agglomération commence à se mettre en place, déjà structurée par un réseau de fossés délimitant des sortes de parcelles ou d'îlots urbains ; ce principe de délimitation foncière semble se maintenir au fil des décennies, même s'il évolue. Les premières chaussées sont déjà revêtues de galets et de fragments de tuiles.
La première phase d'urbanisation (phase 1) s'étend du dernier tiers du Ier siècle aux années 140-150. De cette époque datent les premières habitations en pierre et les thermes publics, bien qu'il soit difficile de dater ce dernier équipement qui comporte déjà un complexe de salles dans sa partie nord et un peu plus tard une palestre établie à cheval sur le ruisseau ; celui-ci bénéficie d'un aménagement (canalisation partielle, retenue d'eau). La voirie s'étoffe. Le sanctuaire, composé d'un fanum entouré de son péribole, est installé sur une terrasse de la rive nord. Des habitations prennent place entre le sanctuaire et le ruisseau. Sur l'autre rive, un habitat périurbain se développe, accompagné dans un cas d'un four. Des habitations paraissant dévolues à une population aisée sont construites entre la source, les thermes et le decumanus, c'est-à-dire l’axe est-ouest ; leurs fondations sont en schiste, grès ou poudingue selon les cas.
Une deuxième étape (phase 2) commence dans la deuxième moitié du IIe siècle et se termine vers 170-180 ; l'aménagement du ruisseau semble complété pour alimenter un moulin installé sur sa rive gauche. De nouvelles habitations sont construites entre le sanctuaire et le decumanus ; certaines sont pourvues d'un portique et elles sont desservies par des ruelles. Sur l'autre rive prennent surtout place des entrepôts, mais aussi un puits. La présence de fours ou de foyers au nord-est et au nord-ouest de la zone urbanisée semble montrer la volonté de rejeter les activités polluantes aux marges de la ville. Le sanctuaire est remanié avec la construction d'annexes dans une enceinte sacrée agrandie. Des bâtiments sont construits sur la rive droite du ruisseau.
L'agglomération antique semble connaître son apogée dans les dernières décennies du IIe siècle et au début du IIIe siècle, cette période se terminant vers 210-220 (phase 3) ; les modifications consistent en des reconstructions et des extensions des structures existantes.

#### Déclin et oubli à partir de la fin duIIIesiècle
Dans le courant du IIIe siècle et jusque vers 270-280 (phase 4), l'évolution est contrastée : les thermes publics sont agrandis mais, dans le même temps, a lieu la destruction de certaines habitations, des entrepôts et de l'aménagement hydraulique. Le plan des habitations qui subsistent est simplifié. À partir de là et plus sûrement dans les premières décennies du IVe siècle (phase 5), l'agglomération semble être abandonnée, à commencer par ses édifices publics, et ses bâtiments servent de carrière de pierre jusqu'à une époque très récente. Ce déclin s'inscrit dans un phénomène plus large à l'échelle du Cotentin, qui voit, dans la même période, la disparition de certains établissements antiques et la rétraction de certains autres.
Aucun hameau ou habitat médiéval ne s'est construit à l'emplacement de l'agglomération antique et aucun de ceux qui en sont proches ne semble en être l'« héritier » ; aucun élément de la voirie antique n'est repris par un chemin moderne. Le paysage se ferme progressivement avec la reconquête du site par la forêt avant que le secteur ne soit à nouveau défriché et retourne à l'agriculture au début du XIXe siècle.

### Redécouverte: mentions historiques, recherches et études

#### Premières recherches dans le Cotentin auXIXesiècle

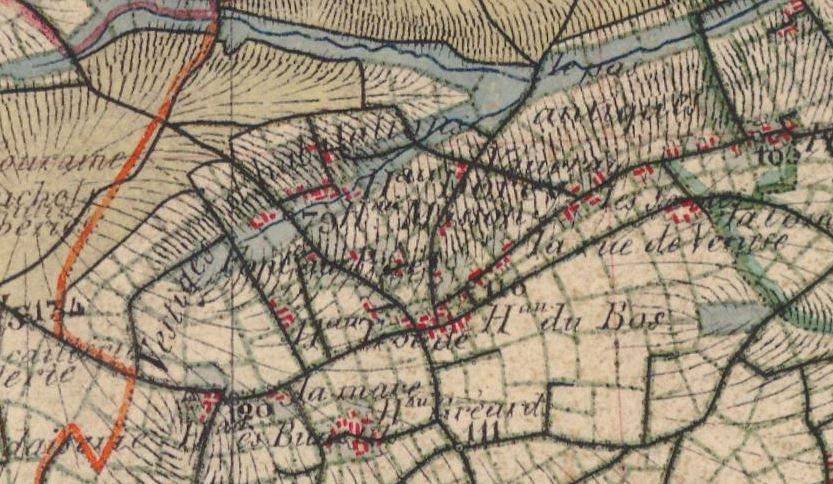
Le site sur la carte d'état-major.

Le site antique de Montaigu n'est mentionné dans aucun document antique ou médiéval. Il faut attendre le XIXe siècle pour que les défrichements du bois de Barnavast — à l'époque contemporaine, celui-ci est réduit à une zone à cheval sur les communes de Montaigu-la-Brisette, Le Theil et Teurthéville-Bocage — mettent au jour des structures maçonnées, rattachées à des constructions antiques. En 1829, puis en 1854, Charles de Gerville est le premier à évoquer précisément le passé antique de Montaigu-la-Brisette, indiquant que l'on y trouve « de vieux murs bien cimentés et beaucoup de briques, indices certains d'habitations romaines ». Ces découvertes s'inscrivent dans un travail de prospection plus vaste, où de Gerville est de prime abord renseigné sur les actions de « chercheurs de trésors ». Il reporte sur des plans cadastraux, conservés à la bibliothèque de Cherbourg, les concentrations de tuiles romaines dans les secteurs de Valognes et Montaigu-la-Brisette. La feuille no 17 de la carte d'état-major, levée pour ce secteur entre 1835 et 1845, mentionne la présence de « vestiges d'habitations antiques » à la lisière méridionale du bois de Barnavast, dans la vallée du Querbot.

#### Site oublié auXXesiècle
Les vestiges, peu imposants d'après la description qu'en fait de Gerville, tombent alors dans un oubli presque total jusqu'à la fin du XXe siècle. Quelques mentions ponctuelles apparaissent en 1901 et en 1962 et la Carte archéologique de la Gaule, publiée en 1989 pour le département de la Manche et rédigée par Jacqueline Pilet-Lemière et Daniel Levalet, n'évoque que de rares murs arasés et une statuette en terre trouvée sur le site. Dix ans plus tôt, Frédéric Scuvée avait pourtant fait état de l'existence possible d'un fanum. En 2000, une enquête orale auprès des plus anciens habitants de Montaigu-la-Brisette montre que certains connaissent la tradition d'une agglomération antique au niveau de la rue de Venise, au sud-est du Hameau Dorey.

#### Prospections, sondages et fouilles au début duXXIesiècle
Pour tenter de retrouver les sites mentionnés par de Gerville, l'analyse critique des sources écrites et orales s'accompagne d'une campagne de prospections pédestres et aériennes — ce dernier mode de prospection n'est toutefois pas aussi efficace dans un paysage de bocage que sur des champs ouverts — entreprise en 1999 dans le Nord-Cotentin, rapidement recentrée les années suivantes sur le secteur de Montaigu-la-Brisette, particulièrement prometteur ; ce volet d'études se poursuit jusqu'en 2002. Il apparaît alors nécessaire d'entreprendre des campagnes de sondages et de diagnostics archéologiques (2002 à 2008) avec le triple objectif de définir le périmètre de ce qui se révèle être une agglomération antique, d'en étudier l'organisation et de caractériser certaines de ses composantes comme le grand sanctuaire,. Parallèlement, la fouille intégrale des thermes est entreprise ; elle s'achève en 2010, accompagnée de l'étude de l'aménagement du ruisseau. De nombreux habitats sont localisés, ainsi que des structures artisanales et des entrepôts. Le réseau de voies qui maille l'agglomération commence à être mieux cerné. En outre, des implantations périphériques, en-dehors de la zone plus densément urbanisée, sont localisées,. C'est la complémentarité entre les différentes méthodes d'investigation employées tout au long de cette période par les opérateurs sur le terrain (CRAHAM, GRAC, INRAP) qui concourt à proposer de l'agglomération antique de Montaigu-la-Brisette l'image et la chronologie les plus vraisemblables possibles en synthétisant les résultats obtenus.
La mise en valeur des travaux effectués se fait par l'intermédiaire de visites des chantiers de fouilles (Journées européennes du patrimoine), de publications (presse quotidienne régionale, revues scientifiques ou du patrimoine) et d'expositions. Ce dernier volet est notamment illustré par l'exposition ArchéoCotentin II qui retrace l'histoire de la presqu'île dans l'Antiquité et au Moyen Âge et se déroule du 1er décembre 2023 au 10 mars 2024 au musée Thomas-Henry de Cherbourg-en-Cotentin ; des panneaux et du mobilier retrouvé à la faveur des fouilles témoignent de l'histoire du site de Montaigu-la-Brisette ; l'exposition donne lieu à la publication d'un catalogue.

## Description
Le site archéologique de Montaigu-la-Brisette, au nord du territoire communal, s'inscrit dans un paysage de bocage normand, celui de l'unité paysagère du « Val de Saire intérieur et boisé ». Il est composé de petites prairies naturelles et de haies et il confine vers le nord aux vestiges du bois de Barnavast, bien plus étendu avant les défrichements du XIXe siècle. Après cette phase de défrichements, l'activité agricole qui s'exerce sur le site bouleverse peu les sols ; elle est peu favorable aux dépôts d'origine anthropique et les vestiges archéologiques se rencontrent en surface (mobilier, matériaux de construction épars) ou à quelques dizaines de centimètres de profondeur, sous la couche de terre arable (fondations en place des constructions démantelées ou tranchées de leur récupération, recouvertes après les fouilles),.

### Configuration atypique pour une fonction encore à déterminer

Plan intemporel de l'agglomération antique.

La ville antique de Montaigu-la-Brisette revêt un aspect surprenant. Sur la quinzaine d'hectares que couvre la partie la plus densément urbanisée de la ville (500 × 300 m dans ses plus grandes dimensions) dans l'état le plus récent des connaissances, des habitations pour la plupart assez simples et modestes et des structures dédiées à des activités artisanales, partiellement organisées selon un plan assez libre, côtoient deux monuments publics, le sanctuaire et les thermes. Aux deux extrémités nord-ouest et sud-est de la ville, ces équipements respectent la même orientation, sont l'objet de multiples réfections et agrandissements et occupent à eux seuls 7,5 % de l'espace urbain. Une telle disproportion interroge les archéologues : Laurent Paez-Rezende, Laurence Jeanne et Caroline Duclos notent l'absence de balnéaires privés dans les habitations de Montaigu-le-Brisette, sans pour autant relier cette constatation à l'importance des thermes publics. La grande taille de ces équipements et leurs évolutions successives pourraient témoigner d'un évergétisme actif et puissant de la part de dignitaires locaux, persistant pendant plusieurs générations. En 2012, Ludovic Le Gaillard et Julie Cavanillas émettent l'hypothèse, toujours ouverte, d'une plus grande extension de l'agglomération vers le nord-ouest (commune de Saussemesnil), que l'absence d'investigations n'aurait pas permis de mettre en évidence.
La fonction même de la ville reste un mystère. Rien n'indique que les ressources naturelles ou géologiques présentes dans l'environnement de la cité aient pu être exploitées de manière intensive. L'existence d'entrepôts et peut-être d'un moulin pourrait indiquer une activité agricole liée à la transformation des céréales ; il est en outre attesté, par l'étude des apports sédimentaires successifs dans le lit du ruisseau, que les terres de son bassin versant font l'objet d'une exploitation agricole continue pendant toute la durée d'occupation de l'agglomération antique. Il n'est pas non plus impossible que Montaigu ait également eu la fonction de ville-étape (ce qui justifierait l'importance de ses monuments publics) sur un itinéraire encore à découvrir et par lequel aurait pu s'écouler sa production céréalière.

### Monuments et équipements publics

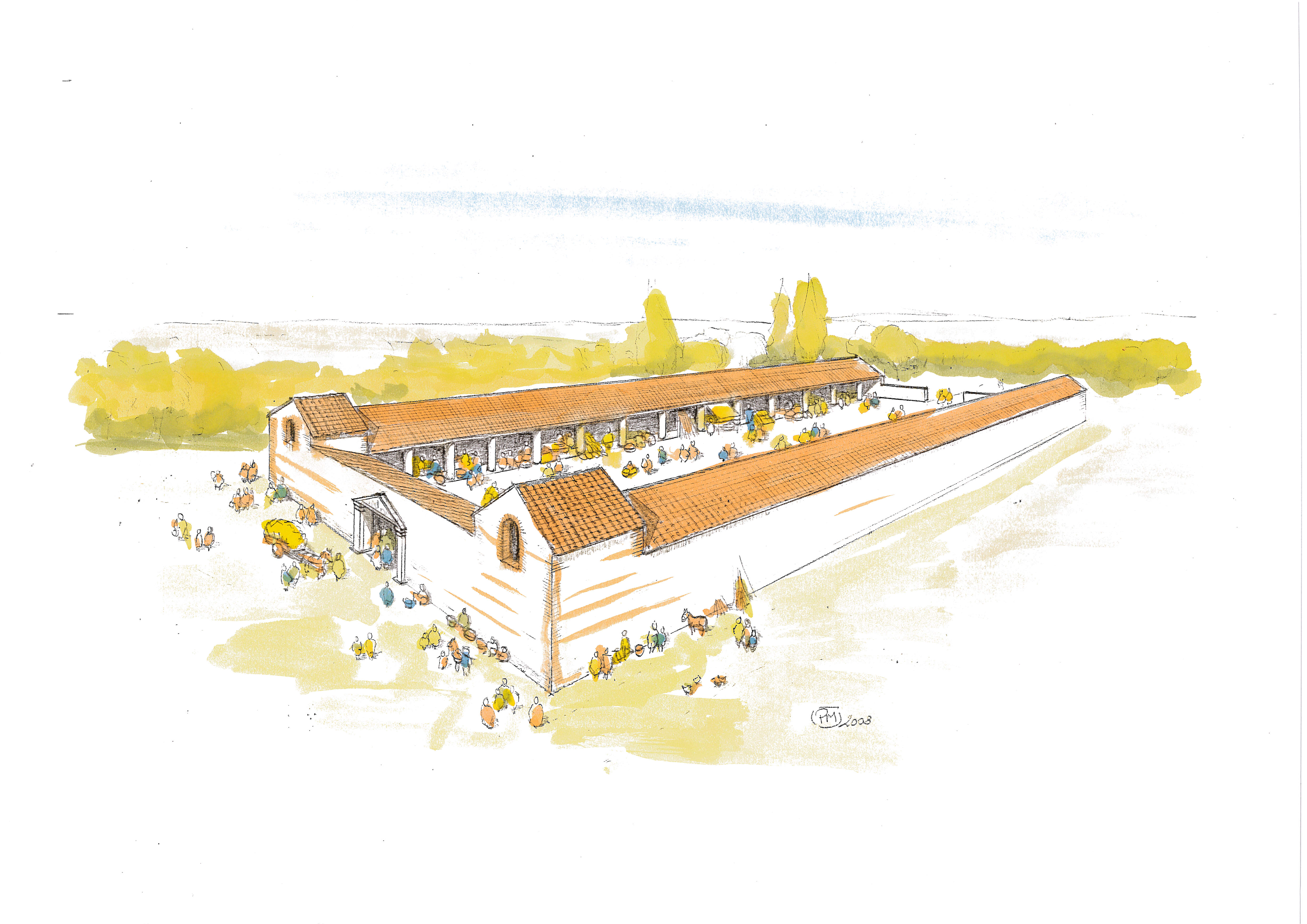
Évocation du marché-forum de Cherré.

Seuls sont connus, grâce à leurs vestiges, un sanctuaire au nord-ouest, à l'altitude la plus élevée, et des thermes publics au sud-est au point le plus bas ; le plan de ces monuments est orienté selon la direction de la voie considérée comme principale.
Aucun édifice de spectacles n'est encore identifié à Montaigu, même si la tradition en évoque l'existence, avec plusieurs localisations possibles.
Il n'y a pas non plus d'indice permettant d'envisager l'existence d'un forum bien que la présence de cet équipement en-dehors des chefs-lieux de cité soit attestée, comme à Cherré (Sarthe) ou à Verdes (Loir-et-Cher).
En 2024, aucune nécropole n'est localisée à Montaigu ; si les usages en vigueur dans le monde romain étaient respectés, un tel aménagement devrait se trouver en-dehors du périmètre de la ville (pomerium), mais au plus près de celle-ci, le long d'une des voies qui y pénètrent ; celle qui est identifiée au Hameau Gréard, à 700 m plus au sud, semble trop petite pour jouer ce rôle : il s'agit plus probablement d'une nécropole à vocation familiale ou dévolue aux sépultures du petit groupe d'habitants de ce site.

#### Vaste sanctuaire
Le sanctuaire de Montaigu-la-Brisette semble actif du milieu du Ier à la fin du IIIe siècle comme l'agglomération dans son ensemble. Après son abandon, il fait l'objet d'une récupération quasi-systématique de ses matériaux dont les blocs de calcaire qui constituent son originalité. Ne sont plus décelables que les tranchées dans lesquelles les fondations de ses murs étaient construites et qui en contiennent encore ponctuellement quelques vestiges constitués de schiste. Seul son plan peut être restitué avec une relative certitude ; les hypothèses sur la hauteur et a fortiori l'éventuel décor de ses murs restent hasardeuses.
Le sanctuaire est implanté au point le plus haut de l'agglomération, à la limite nord-ouest de celle-ci, sur un léger replat de pente. Sa monumentalité est renforcée par un remblai de schiste qui aplanit et surélève vers le sud le promontoire qui le reçoit, compensant ainsi la pente naturelle. A contrario, les voies d'accès qui le bordent sur trois côtés sont établies dans des tranchées larges de 7 à 8 m et profondes de 0,30 à 0,70 m, ce qui met encore plus en valeur le monument,.
Le temple proprement dit, de type fanum, occupe une place presque centrale dans l'aire sacrée. Il se compose d'une cella de 8,5 m de côté et d'une galerie périphérique de 17,60 × 17 m ; un tambour de colonne en calcaire de Valognes retrouvé lors de labours qui appartient sans doute à cette galerie et constitue l'un des rares vestiges de l'élévation du temple suggère, sous toutes réserves, une élévation du monument supérieure à 15 m. Une hypothèse de restitution propose un édifice sur plan carré, dont la cella, couverte d'une toiture à quatre pans, est entourée d'une galerie surbaissée à colonnes d'ordre toscan, elle aussi couverte. Bien que la topographie et les vestiges découverts s'y prêtent, il n'est pas attesté à Montaigu-la-Brisette que le temple soit ouvert à l'est, comme c'est le plus souvent le cas.
Le mur du péribole n'est pas reconnu sur tout son périmètre mais ne semble pas doublé par un portique. Sur sa façade occidentale, l'existence de deux tranchées presque parallèles mais de longueurs légèrement différentes — l'angle sud-ouest est à chaque fois conservé — montre l'existence de deux états successifs de construction ; il est possible d'attribuer une dimension de 90 × 85 m à la plus grande extension de l'espace sacré soit une superficie d'environ 7 500 m2 contre environ 7 000 m2 avant agrandissement. Sur cette même façade ouest, un exèdre en position sensiblement médiane, dont le sol est composé de galets liés au mortier, pourrait être le seuil d'entrée du sanctuaire remanié ou le socle d'un banc ou d'une statue.
L'enceinte sacrée accueille des structures dont le plan et la fonction restent encore mal définis. Entre le temple et le mur nord du péribole, un bâtiment orienté d'ouest en est et mesurant 32,50 × 17,50 m pourrait être un édifice d'accueil pour les fidèles. D'autres aménagements, un mur entre ce bâtiment et le temple ainsi que des maçonneries dans l'angle sud-ouest du péribole sont, au stade actuel des connaissances, difficiles à interpréter. Le sol est probablement recouvert d'un empierrement de galets et de fragments de tegulae, dont des vestiges en place subsistent dans un angle de l'enceinte.

#### Thermes monumentaux

Évolution des thermes antiques.

Six phases de construction des thermes sont identifiées, marquées par des agrandissements successifs pour les quatre premières et par une déconstruction partielle ainsi que la réorganisation du bâtiment thermal pour les deux dernières, qui précèdent l'abandon définitif du complexe. Si l'établissement d'une datation relative, suggérant un ordre chronologique dans la succession des phases, est possible, il demeure plus difficile d'assurer une datation absolue des thermes et de replacer leur chronologie dans l'évolution architecturale de l'agglomération tout entière, exception faite de leur construction initiale et de leur démantèlement.
Les thermes, dans leur configuration initiale (état 1) qui peut remonter à la seconde moitié du Ier siècle, consistent en un bâtiment unique, de taille réduite et ne comprenant que quelques salles dont deux chauffées (vestiges d'hypocaustes et présence possible d'un praefurnium) au flanc de la rive gauche du ruisseau.
Dans un deuxième temps (états 2 et 3), le bâtiment s'agrandit et se complexifie, occupant tout l'espace séparant les premières pièces du cours d'eau. Une canalisation est établie dans laquelle s'écoule le ruisseau  dont le lit est ainsi remblayé et couvert. Sur ce remblai est édifiée une natatio (piscine non chauffée) mesurant 108 m2 et profonde d'un mètre, accessible par un escalier ménagé dans son angle sud-est. Un nouveau remblai de cette zone permet d'y installer une palestre au sol soigneusement nivelé, d'une superficie de 770 m2, au centre de laquelle la piscine à l'air libre est reconstruite. Aucun indice ne permet d'affirmer que le ruisseau qui passe sous les thermes participe d'une manière ou d'une autre à leur alimentation en eau, même si un doute subsiste pour la palestre : une fosse, dans l'angle nord-ouest de la piscine, peut être interprétée comme un réservoir dans lequel les eaux du ruisseau sont stockées puis reprises pour remplir cette piscine. En revanche, il est acquis que les eaux de vidange de celle-ci, et sans doute celles d'une partie du bâtiment thermal, se déversent dans le ruisseau en aval des thermes. Cette caractéristique explique en outre pourquoi les thermes n'ont pas été implantés plus en amont du cours d'eau : les habitations, situées en aval, n'auraient pu en utiliser l'eau, polluée par les effluents des thermes. De manière plus générale, aucune autre information n'est disponible sur les systèmes d'adduction d'eau ; si le bâtiment thermal avait été alimenté par le ruisseau, la différence d'altitude de 2 à 3 m aurait imposé l'emploi de machines élévatrices.

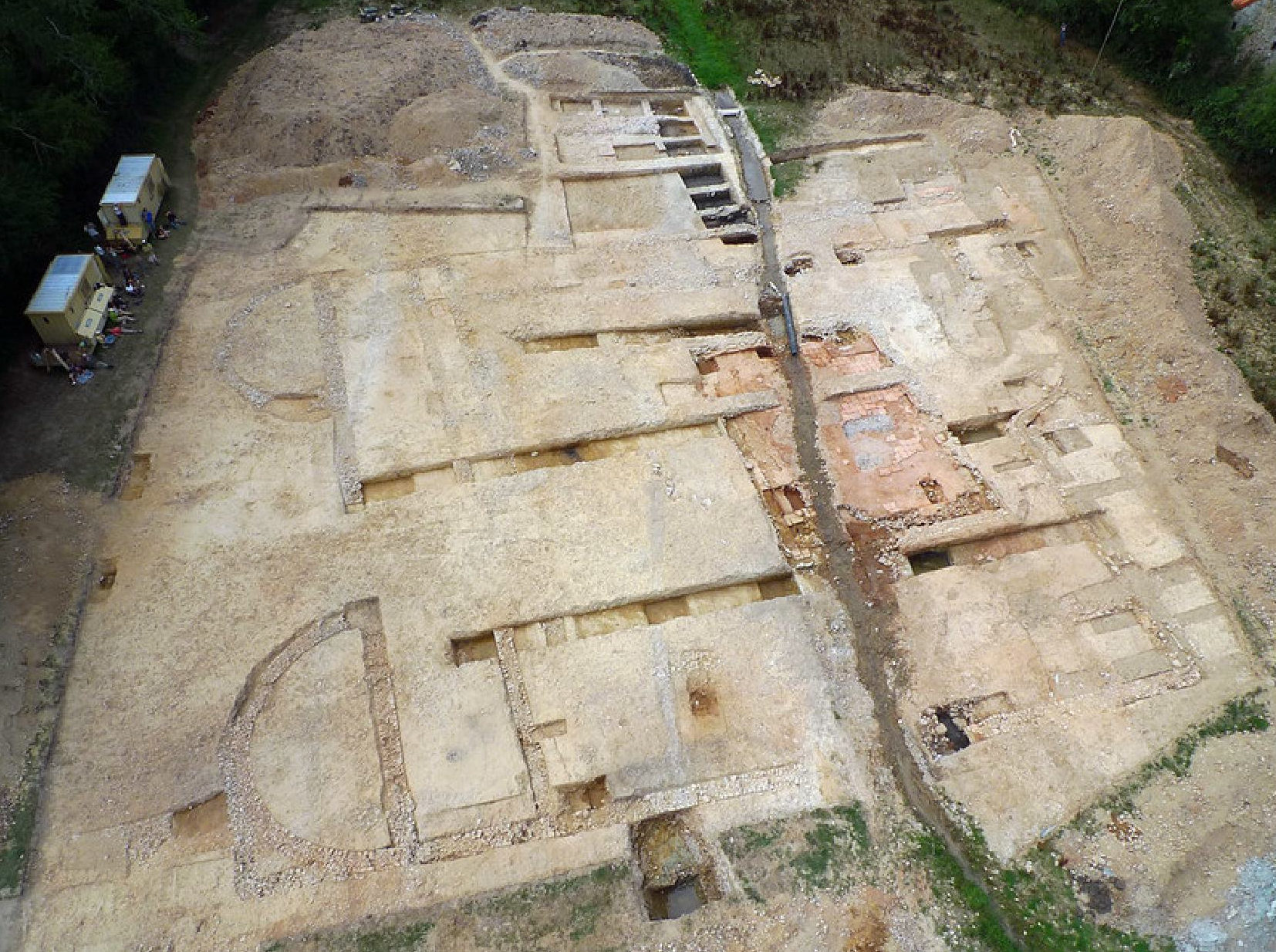
Thermes en cours de fouille, vus de l'est.

La troisième phase de construction est marquée par l'agrandissement de la palestre — elle couvre désormais près de 1 100 m2 — grâce à l'ajout d'un portique sur trois de ses côtés et par l'aménagement au sud d'un bâtiment mesurant 33 × 7,70 m, évoquant une basilique civile munie de deux absides mais qui pourrait faire office de gymnase ou de bibliothèque (état 4) comme à Drevant ; des jardins attenants à la partie orientale de la palestre sont aménagés à une époque qu'il est difficile de définir. La construction d'un vaste corps de bâtiments à l'est de l'ensemble thermal, comportant un apodyterium et deux frigidaria et constituant une nouvelle entrée, est peut-être datable de cette époque, mais la chronologie n'en est pas assurée car, en même temps, le portique de la palestre commence à être démonté (état 5). Dans cette configuration, les thermes couvrent au total une surface estimée à 2 400 m2, voire 3 000 m2 en incluant la cour d'entrée, à l'est du bâtiment thermal. La présence de la palestre et de la basilique, dans le prolongement du bâtiment thermal, confère à l'ensemble un axe de symétrie nord-sud, à l'image des thermes de Néron à Rome et dont le plan est largement diffusé dans l'Empire romain. Cette symétrie n'apparaissait pas dans les premiers états.
La dernière étape (état 6), datée de la seconde moitié du IIIe siècle, est celle d'une réduction très importante de l'ampleur des thermes : la piscine est condamnée, les portiques démantelés, la palestre et les jardins abandonnés ; toute l'activité du complexe semble se concentrer dans quelques pièces remaniées dont le plan tend à se rapprocher du premier état du bâtiment thermal pour une superficie de 300 m2 environ.

### Ruisseau aménagé
Dans les premières décennies de notre ère, le lit majeur du ruisseau aux Presles, dont la source actuelle se trouve à une cinquantaine de mètres en amont du site antique, est plus large (10 m) et profond (1,30 m) qu'à l'époque contemporaine dans un environnement de prairie à tendance marécageuse où l'eau stagne.
Vers la seconde moitié du IIe siècle, le cours d'eau fait l'objet d'un aménagement important qui semble rester en fonctionnement jusque dans les premières décennies du IIIe siècle. Les caractéristiques architecturales de cet aménagement suggèrent qu'il devait s'inscrire dans le plan général d'urbanisme de la ville.

#### Retenue d'eau et moulin
Un mur de retenue en pierres et argile, vraisemblablement traversé par un tuyau ou une bonde (bouchon) en bois, barre le ruisseau — une voie nord-sud est aménagée sur sa crête — ; en amont, la retenue ainsi formée mesure environ 40 m de long, 6 à 7 m de large pour une profondeur de 0,60 cm. En aval de cette retenue, le cours du ruisseau est canalisé sur une largeur d'environ 0,60 à 0,70 m et une longueur de 47 m ; ce bief, dont les parois paraissent verticales et retenues par des palplanches, alimente très probablement un moulin installé sur la rive nord, même si aucun vestige probant de ce dernier, qui a certainement connu deux états (bâtiment en bois puis édifice en maçonnerie), ne subsiste. De part et d'autre, deux fossés, parallèles au ruisseau, assurent le drainage. Cette retenue pourrait aussi, sous toutes réserves, être utilisée pour des activités de pisciculture.

#### Canalisation souterraine sous la palestre des thermes

Dispositif de filtrage à l'entrée de la canalisation souterraine.

La construction de la palestre oblige à niveler et rehausser le sol au-dessus du ruisseau d'environ 2 à 3 m, et donc à le faire passer dans la couche des remblais de la palestre au moyen d'une canalisation souterraine. Celle-ci est constituée d'une maçonnerie voûtée dans sa partie médiane et de blocs jointifs non maçonnés de part et d'autre mais n'est pas pourvue de regard de visite ; sa largeur varie de 0,30 à 0,50 m, sa hauteur maximale est de 0,40 m et son tracé sinueux est sans doute celui du chenal naturel qu'elle remplace.

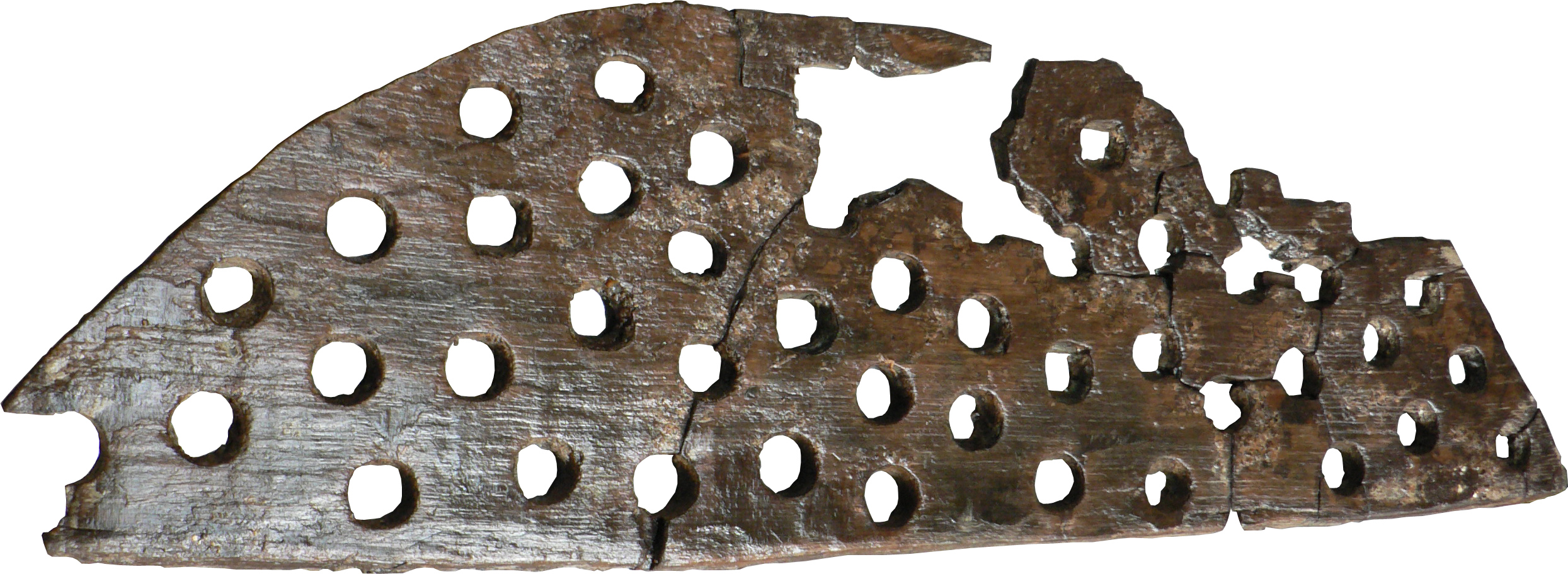
Grille de filtrage en bois reconstituée.

Un dispositif, vraisemblablement destiné à filtrer l'eau pour éviter l'envahissement de la conduite souterraine par des débris végétaux, est installé à son entrée, dans le mur occidental de la palestre. Il se compose d'un arc en briques d'une ouverture de 0,75 m et d'une hauteur de 0,65 m reposant sur des blocs de calcaire ; cette ouverture est obturée par un segment de disque en chêne épousant la forme de l'arc et percé de trous de 2 cm.
En aval de la palestre, le ruisseau ne semble plus faire l'objet d'un aménagement, excepté la présence de murs latéraux qui correspondent sans doute à sa traversée des jardins jouxtant cette palestre.

#### Démantèlement de l'aménagement
Dans la seconde moitié du IIIe siècle, les dépôts de limon semblent avoir comblé la retenue et envahi le bief ; le moulin est probablement démonté et la digue de retenue percée, avant qu'un nouveau canal ne soit pratiqué entre cette digue et la palestre puis, qu'en définitive, un ultime chenal ne rétablisse une large circulation des eaux depuis la retenue hors d'usage jusqu'à l'ancien bief puis à travers les décombres des remblais de la palestre, elle aussi abandonnée.

### Nombreuses structures bâties
Des habitations, des entrepôts et des structures à vocation artisanale font l'objet de reconstructions et de modifications tout au long de la période d'activité de la ville antique. Ils occupent, au sein de l'agglomération, des secteurs respectifs bien définis situés, à de rares exceptions près, entre le sanctuaire au nord et le ruisseau au sud.
Aucun de ces bâtiments n'a fait l'objet de fouille exhaustive visant à mettre au jour l'ensemble de ses vestiges. Il s'agit soit de sondages selon un quadrillage bien défini, soit de fouilles partielles liées à l'étude de structures voisines. Dans ces conditions, le plan, l'évolution et la fonction de ces bâtiments restent souvent à l'état d'hypothèses.

#### Habitats
La majorité des bâtiments à vocation potentiellement résidentielle identifiés occupent l'espace compris entre le sanctuaire et la voie est-ouest considérée comme principale dans le réseau de la ville ainsi qu'entre cette voie et le ruisseau. L'étude de la typologie des habitats montre que leur architecture est très variée.
Différents modes de construction sont identifiés avec des fondations en blocs de grès, des appareillages en schiste, mais aussi des maisons à structure en bois, quand plusieurs types ne sont pas mis en œuvre conjointement, avec une ossature en bois servant de « squelette » à des murs en terre. La même diversité s'observe pour le plan des maisons, quand celui-ci est identifiable. Les bâtiments situés en bordure de la voie dite principale bénéficient, sur la rive gauche du ruisseau exposée au sud, d'un ensoleillement optimal et, de fait, leurs façades principales semblent alignées et tournées vers le sud ; certaines de ces façades méridionales sont manifestement complétées voire reliées entre elles par des galeries à portique. Un peu plus haut sur la pente, le plan des habitats paraît moins complexe mais il comprend aussi des bâtiments annexes à la fonction encore indéterminée — des trous de poteau attestent leur présence — et par des jardins. Des fossés, creusés tout autour des propriétés et dont certains semblent rester en place tout au long de la période d'activité de l'agglomération, pourraient avoir un rôle de délimitation foncière.
À partir de la fin du IIe siècle toutefois, il semble que le plan des habitations se simplifie avec le démontage des portiques et la destruction de cloisons intérieures, voire une reconstruction totale sur un schéma plus simple de bâtiment quadrangulaire, en même temps que les techniques architecturales paraissent devenir moins élaborées avec un recours plus fréquent à des matériaux de construction plus « grossiers » comme les poudingues. L'évolution est permanente et certaines habitations connaissent jusqu'à six états successifs tout au long de la période d'occupation de la ville.
Sur la rive droite du ruisseau, deux ensembles de structures maçonnées complexes apparaissent situés en marge voire au-delà de la zone la plus densément urbanisée. Peut-être s'agit-il, pour au moins l'un d'entre eux, de bâtiments liés à une exploitation à vocation agricole d'implantation précoce et matérialisée par un réseau de fossés (Ier siècle) ; elle est entièrement réaménagée et son occupation se poursuit jusqu'à la fin du IIIe ou au début du IVe siècle. Le second ensemble possède son propre four domestique, témoignage de l'aisance de ses occupants.
À l'est de la D 63, les parcelles situées au niveau du ruisseau, au sud du Hameau Dorey, montrent des vestiges d'aménagements antiques (murs mal caractérisés et leurs tranchées de récupération, portion de voie). Même s'il est difficile de les interpréter, ces vestiges montrent que, ici comme au sud du ruisseau et des thermes, l'occupation antique ne se limite pas au noyau le plus densément urbanisé de l'agglomération.

#### Entrepôts et activités artisanales
Une structure, implantée sur la berge nord du ruisseau canalisé, en aval de la retenue d'eau, est considérée comme un moulin à eau même si aucun vestige ne permet d'en attester de manière formelle l'affectation. Bien davantage que la découverte, à proximité, de meules qui semblent plutôt domestiques et actionnées manuellement, ce sont la présence d'une pièce de bois (machine élévatrice d'eau, pièce du moulin lui-même) et le lien évident du bâtiment avec l'aménagement hydraulique, qui constitue un bief, qui confortent cette hypothèse. Ce moulin serait d'abord une construction en bois de 3 m de côté, remplacée dans un second temps par un édifice maçonné mesurant 6,20 × 4,60 m.
Les entrepôts, au nombre de deux selon les données les plus récentes, sont des structures de forme rectangulaire simple implantées sur la rive droite du ruisseau ; des trous de poteau suggèrent que ces constructions ne sont pas totalement fermées. Il est tentant de voir dans ces constructions des bâtiments de stockage des céréales dont l'emplacement est soigneusement choisi, face au moulin qui pourrait être établi sur l'autre rive,. Leur construction remonte sans doute à la seconde moitié du IIe siècle, phase la plus active de développement de la ville. L'un d'eux est accompagné d'un puits circulaire en pierre d'un diamètre de 1,70 m, dont la présence à moins d'une centaine de mètres du ruisseau est difficilement explicable sauf si les habitants conçoivent des doutes sur la potabilité de l'eau courante.
Dans la partie de la ville située entre le sanctuaire et la voie principale, surtout au nord-ouest et au sud-est, les indices semblent témoigner d'une moindre emprise des bâtiments à vocation résidentielle, au profit de structures à caractère artisanal ou utilitaire : des traces de fours ou de foyers, des fossés délimitant d'éventuels jardins, de rares scories de forge. Les activités qui s'y exercent, potentiellement polluantes — métallurgie, cuisson et fumage sont générateurs d'odeurs et de fumées —, pourraient être pour cette raison reléguées aux marges de la ville. C'est notamment le cas de plusieurs fours à chaux dont la présence est attestée à l'ouest immédiat du mur occidental du péribole du sanctuaire, en limite de la ville. Ces fours sont établis dans de simples fosses, sans recours à des structures maçonnées. Les deux plus grands (5 × 4 et 3,50 × 3,10 m) pourraient être liés à la construction du temple et de ses dépendances ; les plus petits, établis en périphérie des précédents, auraient été mis en service ultérieurement à la faveur de réparations. La chaux extraite de ces fours, provenant en partie des déchets de taille des pierres calcaires utilisées pour le temple, aurait pu servir pour d'autres secteurs de l'agglomération sans toutefois suffire à l'ensemble des besoins.
À moins d'une centaine de mètres au sud du sanctuaire, deux zones d'extraction de fragments de schiste altéré peuvent être considérées, en raison de leur faible dimension, comme des sources d'appoint de matériaux de construction.

### Réseau de voies multiple et complexe

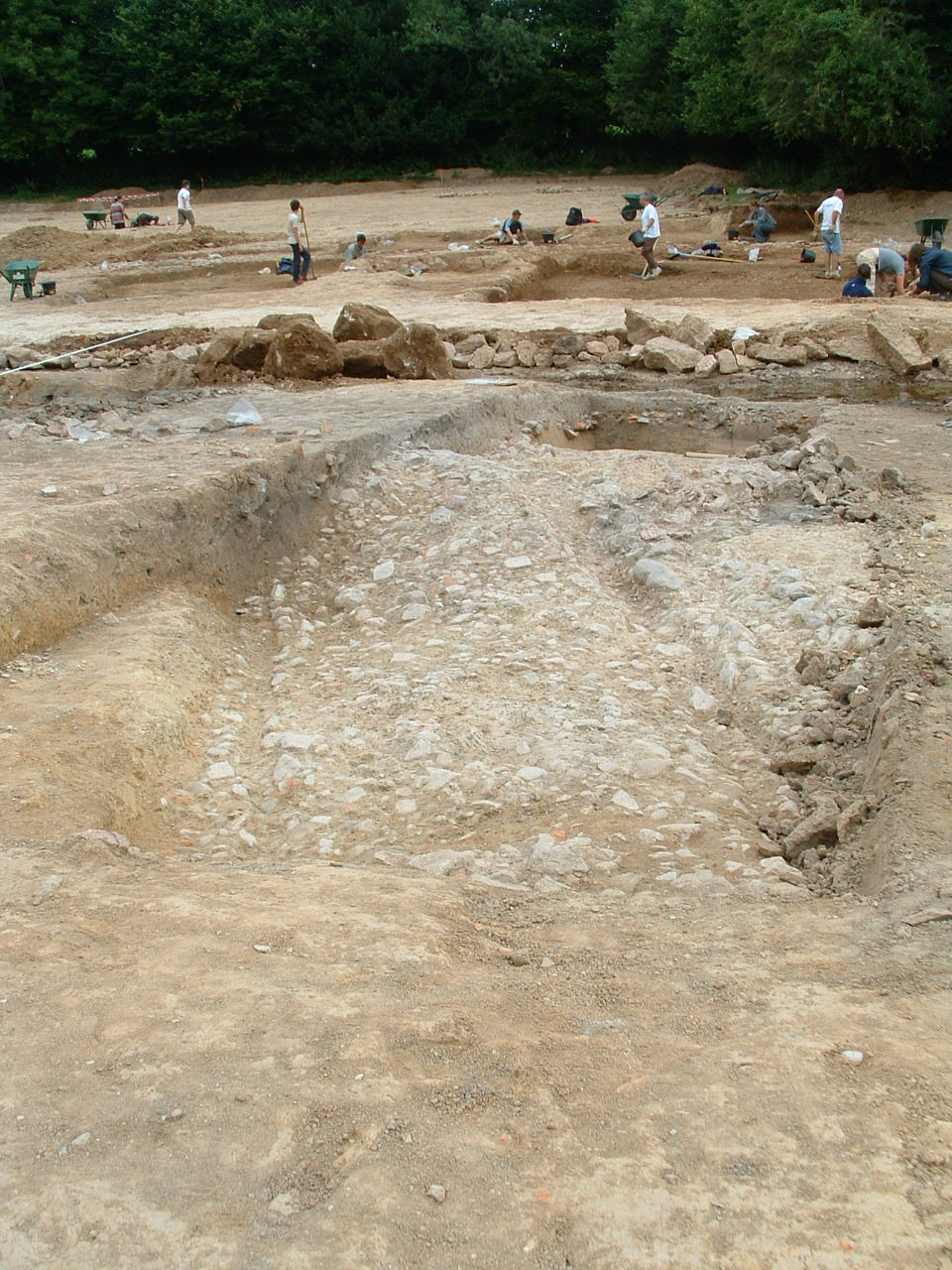
Voie avec ornières en cours de fouille.

L'organisation générale du réseau de voies, sans doute pour partie assez libre, reste toutefois difficile à appréhender et ne correspond certainement pas à un schéma orthogonal tel qu'il est généralement présenté pour les agglomérations romaines. Le réseau de Montaigu-la-Brisette semble en effet composé d'ensembles dont les orientations sont soit diffuses, soit divergentes. En outre, il n'est pas possible de rattacher un ensemble de voies dont les orientations semblent homogènes à une époque de construction bien précise. Enfin, l'installation de la ville sur un site de pente rend pratiquement impossible la mise en place d'une voirie au tracé régulier,. Un point commun paraît malgré tout se dégager : le revêtement de toutes ces voies est constitué d'un mélange de galets et de fragments de tuiles reposant, soit directement sur le substrat de schiste, soit sur un soubassement composé de moellons tout-venant,.
Une voie, sans doute principale, est orientée est-ouest (decumanus) ; elle est établie sur un replat, entre le pied du versant nord et le fond de la vallée du ruisseau. Une bande de galets persistant dans les labours suggère qu'elle se prolonge vraisemblablement vers l'ouest, sans doute pour rejoindre l'itinéraire qui relie Alauna à la côte nord du Cotentin. Vers l'est son tracé est inconnu : elle peut ne pas se prolonger plus loin que les thermes qu'elle dessert éventuellement ou bien poursuivre, à travers le val de Saire, jusqu'à la côte orientale de la presqu'île. Sa largeur de 10 m, au moins double de celle des autres voies connues de l'agglomération, confirme en tout cas le statut dominant qu'elle occupe dans le réseau : une partie des voies de Montaigu semble s'organiser autour du tracé de cette artère principale.
Le péribole du temple semble encadré par trois voies encaissées dans des tranchées et dont la chaussée mesure environ 3 m de large. Identifiées au nord, à l'ouest et au sud, elles dessinent un îlot, peut-être antérieur à la fondation du temple et dans lequel celui-ci s'inscrit dans un second temps. La voie occidentale est perpendiculaire à la rue principale de l'agglomération ; rien ne l'atteste mais, si elle se prolonge entre le temple et la voie principale, elle pourrait constituer l'accès privilégié au sanctuaire,.
D'autres tronçons de voies sont également identifiés entre le sanctuaire et la voie principale ; leur tracé sinueux et leur largeur plus faible, parfois moins d'un mètre, suggèrent que ce sont peut-être des ruelles desservant les habitations ou les constructions à vocation utilitaire mais qu'elles ne participent pas à la structuration du réseau de voirie et ne délimitent pas des îlots ou des quartiers. Leur mise en place semble résulter d'opportunités liées à la localisation des points à desservir ainsi qu'à la topographie du secteur.
Ces trois types de voies peuvent être datés de la période d'essor et de prospérité de la ville (du milieu du Ier au milieu du IIIe siècle).
À l'ouest des thermes, une voie nord-sud traverse le ruisseau à gué au niveau du mur de retenue qui barre le cours d'eau. Elle semble de création plus tardive, entre le IIe et le tout début du IVe siècle.
Enfin, d'autres voies paraissent être des accès très tardifs aux différentes structures, tracés en fonction des besoins au moment du démontage de la ville et de la récupération de ses matériaux à partir de la fin du IIIe siècle. L'une d'elles, sur la rive droite du ruisseau, recoupe d'ailleurs les vestiges d'une construction antérieure, un entrepôt démantelé.

### Mobilier archéologique
Le mobilier archéologique retrouvé sur le site et à sa périphérie est de nature très variée. Toutefois, la nature schisteuse du sol lui confère une acidité naturelle peu favorable à la conservation de certains vestiges, dont les ossements.
Hormis les pièces issues des fouilles les plus anciennes, généralement disséminées dans des collections privées, la plus grande partie du matériel en provenance du site de Montaigu est rassemblée à la maison de l'Ange (commune de Saint-André-de-Bohon), propriété du conseil départemental de la Manche, service de la conservation des antiquités et objets d'art.

#### Statues et figurines
Charles de Gerville mentionne, en 1839, la découverte d'une statuette en terre blanche haute d'une dizaine de centimètres, dont la tête manque ; il y voit une figuration de Vénus anadyomène d'un type connu dans le Nord-Cotentin et largement répandu dans les sanctuaires gallo-romains mais cette découverte est mal documentée et imprécisément localisée sur le site (probablement dans le comblement de la retenue d'eau),.
La petite nécropole du Hameau Gréard a livré des figurines en bronze, dont certaines représentent des chevaux. Même si leur découverte s'est faite lors de fouilles non autorisées et que le contexte archéologique est inconnu, il s'agit certainement d'offrandes rituelles.

#### Poterie et céramique

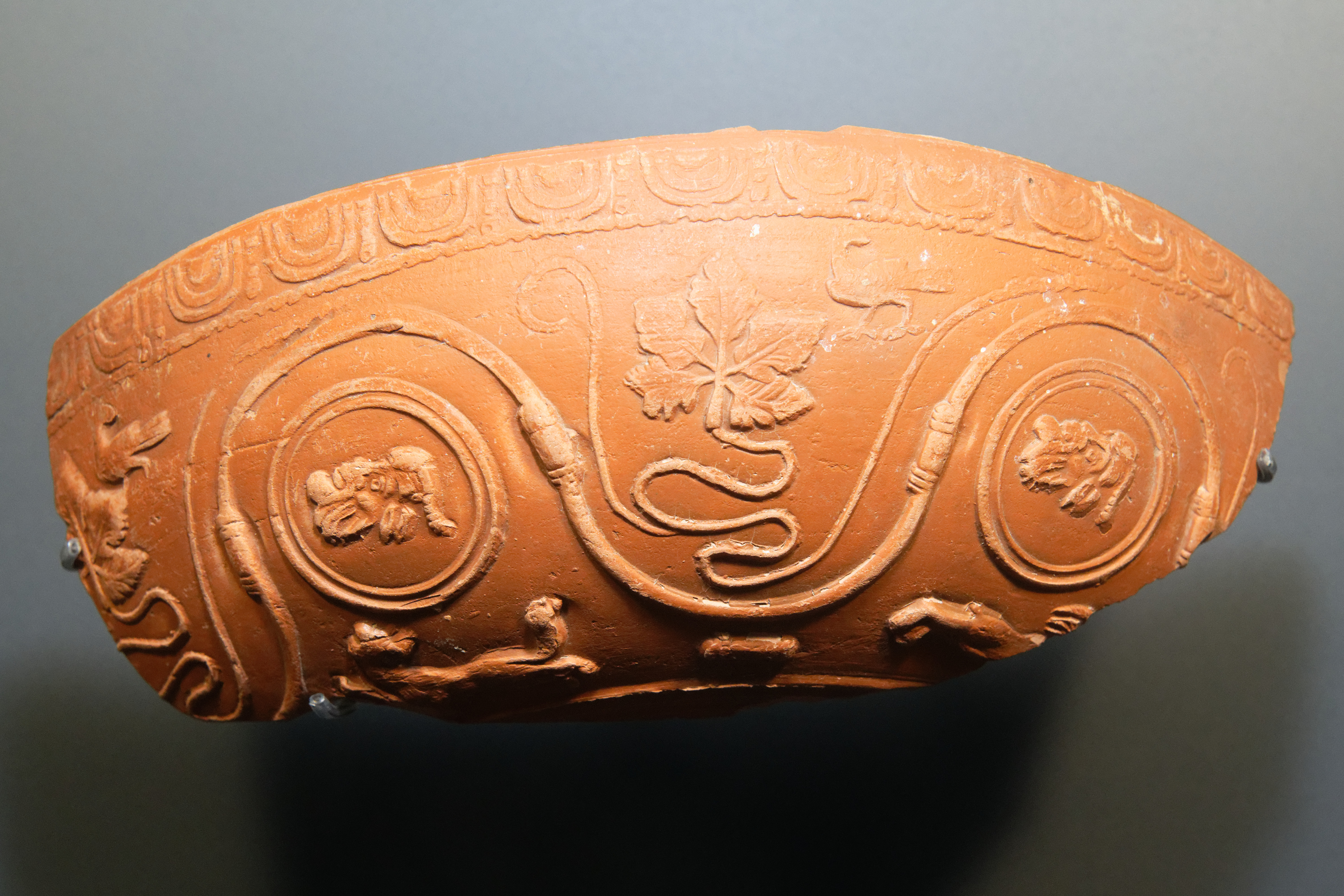
Bol Drag. 37 (céramique sigillée de Lezoux), type retrouvé à Montaigu.

Origines connues des poteries et céramiques retrouvées à Montaigu.

Une étude sur 52 000 tessons de céramique retrouvés sur le site participe à la détermination de sa chronologie : la presque totalité du mobilier s'inscrit dans une fourchette comprise entre 60 ou 70 apr. J.-C. et 270 ou 280.
Les objets retrouvés peuvent être classés dans deux grandes catégories. La vaisselle à usage domestique (vaisselle de table et vaisselle de cuisine) comprend les assiettes, les bols, les gobelets, les mortiers, les pots ou les marmites, etc. ; les entonnoirs sont plus fréquemment représentés que dans d'autres sites. Les récipients de transport sont exclusivement des amphores.
La provenance du mobilier céramique est très variée, avec une dominance des productions unelles et une proportion notable, bien qu'inférieure, des céramiques bajocasses et viducasses, qu'il s'agisse de céramique commune, fine ou d'imitations probables de terra nigra. Quelques tessons de céramique Black Burnished d'origine britto-romaine, de la céramique sigillée du nord-est, du sud ou du centre de la Gaule (ateliers de poterie antique de Lezoux) ainsi que des amphores de Bétique (type Dressel 20 entre autres) et de Narbonnaise sont également retrouvés, témoignant de liens commerciaux avec ces provinces.

#### Verrerie
Les presque 200 fragments de verrerie récoltés in situ lors des fouilles et des sondages pour les seules années 2002 à 2004 ont fait l'objet d'une étude détaillée. Il en ressort qu'ils couvrent l'ensemble de la période d'activité du site et que, parmi eux, se trouvent des fragments de récipients très variés en verre soufflé couramment rencontrés dans le nord-ouest de la Gaule mais aussi de verre à vitre caractéristique du Haut-Empire. La verrerie de table, différente selon les lieux de découverte, témoigne sans doute autant de la diversité des lieux de production que du statut social de ses utilisateurs.
Le site périphérique du Hameau Gréard a livré des fragments de verre à usage domestique dans la zone d'habitat et à fonction vraisemblablement rituelle au niveau de la nécropole.

#### Monnaies et mobilier métallique divers
En 1828, Charles de Gerville fait état de la découverte sur le site d'une petite trentaine de monnaies, l'une étant datée de Trajan et une autre d'Antonin le Pieux. Une quinzaine de monnaies gauloises proviennent des fouilles du site du sanctuaire et plus de 500 monnaies romaines sont issues d'un site périphérique (le Hameau Gréard). Ces dernières appartiennent à des collections privées ; seule une partie en est accessible et certaines pièces, en trop mauvais état, sont inexploitables. Les datations, forcément lacunaires, s'établissent de 88 av. J.-C. (République romaine) pour la plus ancienne à 205 apr. J.-C. (règne de Septime Sévère) pour la plus récente ; les lieux de frappe de ces monnaies ne peuvent être identifiés.
Des rouelles, deux bracelets et des pièces de harnachement sont ramassés dans les années 1980 sur le site, dans le secteur du sanctuaire, mais le contexte archéologique exact dans lequel ces éléments ont été trouvés est inconnu, ce qui complique leur interprétation.

## Environnement de l'agglomération

Localisation et affectation des sites périphériques.

Des sites périphériques, situés à de faibles distances (quelques centaines de mètres ou quelques kilomètres) de l'agglomération antique stricto sensu, peuvent difficilement être dissociés de celle-ci, avec laquelle ils entretiennent sans nul doute des liens étroits, et s'inscrivent dans sa sphère d'influence même si leur fonction n'est pas toujours clairement établie,.

### Nécropole privée et établissement agricole
Le site du Hameau Gréard, à moins d'un kilomètre au sud de l'agglomération antique sur la même commune de Montaigu, a livré une nécropole à incinérations d'une petite dizaine de sépultures peut-être à caractère familial, dont la datation s'échelonne du Ier siècle av. J.-C. à une grande partie du IIe siècle apr. J.-C., en deux grandes phases d'occupation ; les sépultures sont accompagnées de figurines en bronze découvertes par des particuliers se livrant à des prospections clandestines ; d'autres pièces de mobilier ne sont pas retenues dans l'étude en raison de leur provenance ou leur description trop incertaines. Les sépultures sont peut-être signalées par une pierre posée sur le sol, à l'aplomb de l'urne funéraire enfouie.
Sur le même site, des fossés évoquent la mise en place d'enclos ou d'un parcellaire à vocation agricole ; ces structures sont accompagnées de vestiges d'un habitat ouvert occupé du milieu du IIe jusqu'au milieu du IIIe siècle. Cet ensemble suggère une implantation satellite de l'agglomération antique, participant peut-être à son approvisionnement en produits agricoles.

### Ateliers de tuiliers

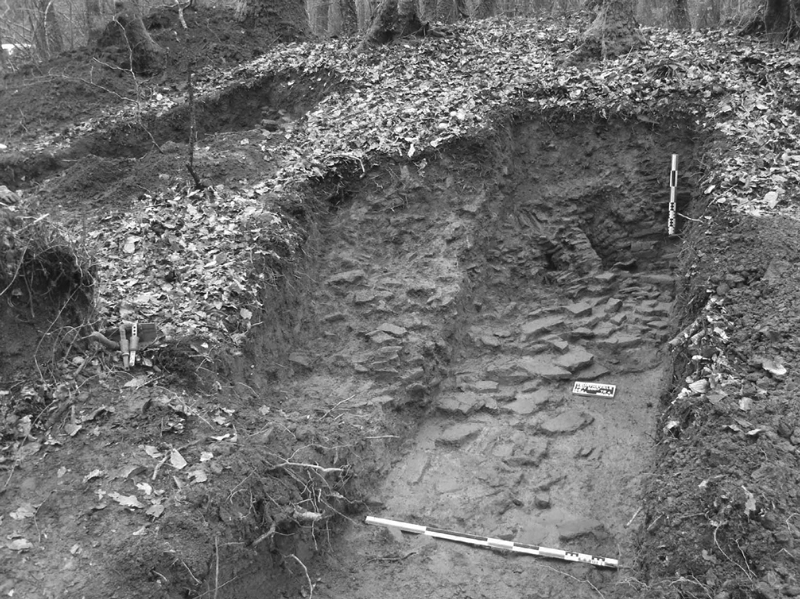
Four de tuilier en cours de fouille à Teurthéville-Bocage.

À Teurthéville-Bocage, dans le bois de Barnavast, le site du Pas du Vivray se trouve à un peu plus de 2 km au nord-est de l'agglomération antique. Il est déjà mentionné par Charles de Gerville en 1828 puis par Frédéric Scuvée en 1979 et il fait l'objet de sondages archéologiques en 2007. La production de terres cuites architecturales (TCA) y est attestée par la présence de fosses d'extraction d'argile ainsi que par la découverte de deux fours de cuisson et de produits finis variés (tegulae ou imbrices de couverture, pavés ou tubuli employés dans les thermes et les balnéaires). Cet atelier aurait été en activité de la fin du Ier jusqu'à la première moitié du IIIe siècle, mais cette hypothèse de datation reste fragile.
Une autre officine de production de terres cuites est mise en évidence au lieu-dit le Douetty, à Brillevast, à 4 km au nord du site antique de Montaigu. Elle est découverte en 1982 à l'occasion de la pose d'une canalisation qui met au jour de très nombreuses tegulae. Deux ensembles associant habitats et fours sont voisins, mais ils ne semblent pas contemporains. La plus ancienne unité paraît augustéenne, avant que le site ne soit réorganisé avec la construction de la seconde unité vers le milieu du Ier siècle. L'activité cesse au début du IIe siècle. La production semble être majoritairement orientée vers les matériaux de couverture, avec une forte dominance des tegulae.
Les particularités physiques (taille, forme) comme chimiques (constituants et leurs proportions respectives) des terres cuites architecturales permettent de différencier les productions de Teurthéville de celles de Brillevast et les techniques de fabrication apparaissent plus sophistiquées dans le second cas. La question de l'écoulement de ces productions vers des centres d'utilisation (agglomérations par exemple) n'est pas formellement tranchée bien que des TCA retrouvées sur les sites d'Alauna et Montaigu-la-Brisette répondent aux caractéristiques des productions de Teurthéville et de Brillevast.

### Prieuré de Barnavast

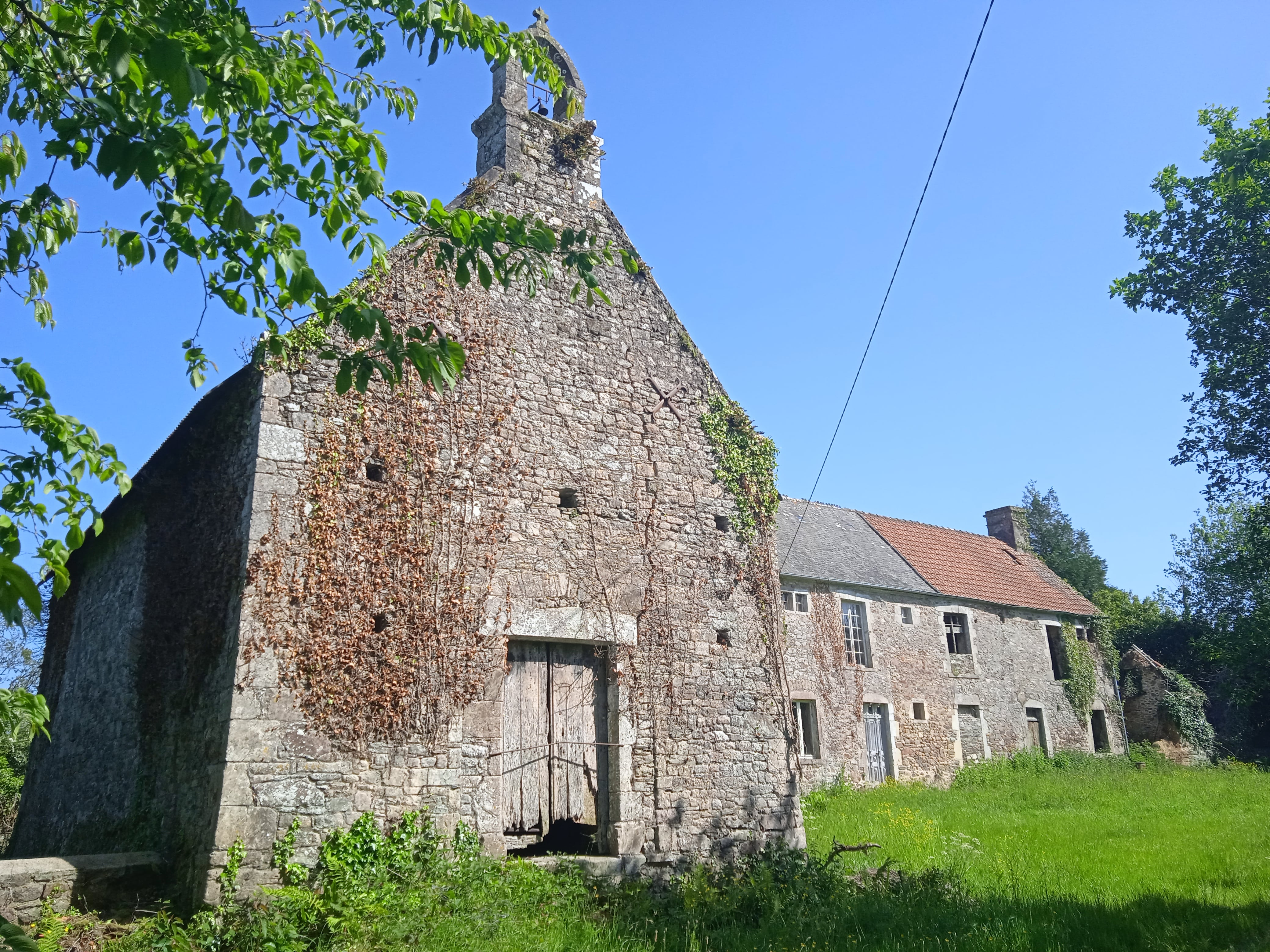
Prieuré de Barnavast.

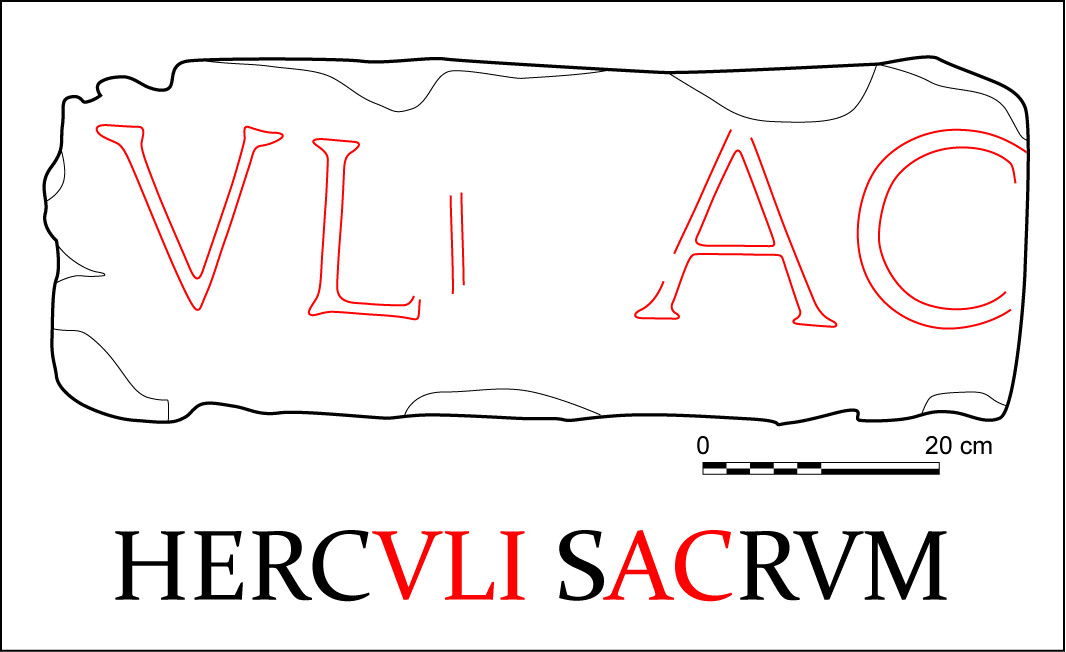
Restitution de l'inscription du prieuré de Barnavast.

Un bloc de calcaire de Valognes en remploi (81,5 × 30 × 45 cm) est inséré tête en bas dans un mur de la chapelle Saint-Martin du prieuré de Barnavast à Teurthéville-Bocage. Cette chapelle datable du XIe siècle se situe à un peu plus de 2 km au nord-nord-est du site. Le bloc, dont les seules parties restituables sont [HERC]VLI[S]AC[RUM], pourrait, sous toutes réserves, provenir du sanctuaire de Montaigu-la-Brisette si l'inscription qu'il porte était bien, une fois complétée par d'autres blocs disparus, l'indication d'une dédicace à Hercule. Les murs de la chapelle recèlent d'ailleurs d'autres éléments architecturaux antiques en remploi (bloc avec trou de louve, corniche remaniée),. La position inversée du remploi peut être fortuite, témoignant simplement de l'illettrisme du maçon qui l'a posé, ou volontaire, participant alors à une forme de désacralisation du bloc.
La présence, aux alentours de la chapelle, d'indices d'occupation gallo-romaine (fragments de terres cuites architecturales et de céramique) incite Frédéric Scuvée à conclure en 1979 que le prieuré est construit à l'emplacement d'une « énorme villa gallo-romaine dont les fondations dorment sous les herbages tout autour de la vieille ferme ». Cette affirmation n'est, au stade où en sont les connaissances, pas vérifiable et il n'est pas possible de savoir quelles pouvaient être la nature ou l'importance de ce site antique ; le possible remploi à partir d'un monument de Montaigu laisse toutefois à penser que les deux implantations de Barnavast et du Hameau Dorey sont liées.